# 陕西石蒜
陕西石蒜（学名：Lycoris shaanxiensis）为石蒜科石蒜属的植物，是中国的特有植物。分布于中国大陆的陕西、四川等地，生长于海拔1,000米的地区，多生于山坡，目前尚未由人工引种栽培。